# (171287) 2006 GK3
2006 جي كي 3 (ويعرف أيضًا باسم (171287) 2006 جي كي 3 وفق تسمية الكوكب الصغير) (بالإنجليزية: 2006 GK3)‏ هو كويكب ضمن حزام الكويكبات؛ وترتيبه 171287 من حيث الاكتشاف.
اكتُشف هذا الجُرم الفلكي بواسطة جيمس ويتني يونغ في 7 أبريل 2006.

## وصلات خارجية
- (171287) 2006 GK3 في قاعدة بيانات مختبر الدفع النفاث لأجرام النظام الشمسي الصغيرة

- الاكتشاف · مخطط المدار ·  العناصر المدارية · المعلمات المادية

- (171287) 2006 GK3 على موقع ويكي سكاي: DSS2, SDSS, GALEX, IRAS, Hydrogen α, X-Ray, Astrophoto, Sky Map, Articles and images